# Stele di Tängelgårda

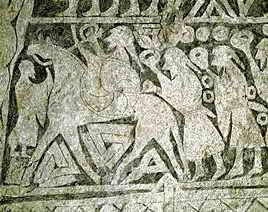
La celebre rappresentazione della stele

La stele di Tängelgårda si trova nel distretto di Lärbro a Gotland, Svezia ( è decorata con una scena di guerrieri che reggono anelli, uno di loro è a cavallo (forse Odino) con Valknut disegnati sotto.